# Isaac Newton
Isaac Newton, Izaak Newton (ur. 25 grudnia 1642?/4 stycznia 1643 w Woolsthorpe-by-Colsterworth, zm. 20 marca?/31 marca 1727 w Kensington) – angielski uczony: fizyk, astronom, matematyk, filozof, alchemik, biblista i historyk oraz urzędnik państwowy. Uznawany za jednego z najwybitniejszych i najważniejszych naukowców wszech czasów. W niektórych rankingach fizyków ustępuje tylko Einsteinowi, a w innych przewyższa go.
Newton zasłynął przede wszystkim jako fizyk – zarówno doświadczalny, teoretyczny, jak i matematyczny. Zajmował się głównie mechaniką, grawitacją i optyką, ale również termodynamiką, geofizyką i badaniami Kosmosu.
Newton to jeden z ojców mechaniki klasycznej i twórca jej kompletnej postaci – jako pierwszy opisał trzy zasady dynamiki, rozwijając wcześniejsze prace Kartezjusza i Galileusza na ten temat. Zapoczątkował opis zjawisk fizycznych przez równania różniczkowe, co jest wyróżnikiem nowożytnej fizyki teoretycznej i stało się standardem w najróżniejszych dziedzinach tej oraz innych nauk. Sformułował też pierwsze zasady zachowania: pędu oraz momentu pędu, choć nie znał jeszcze pojęcia energii mechanicznej. Zajmował się też modelowaniem oporu powietrza, pomiarami prędkości dźwięku w powietrzu, wyjaśnieniem tej wielkości przez gazowe prawo Boyle’a-Mariotte’a, zaobserwował aerodynamiczny efekt Magnusa i wyjaśnił go. Zbudowany przez Newtona paradygmat mechaniki zastąpił wcześniejsze modele Arystotelesa i Kartezjusza i dominował aż do XX wieku, kiedy został poprawiony przez szczególną teorię względności Einsteina. Zasługi Newtona dla mechaniki spowodowały, że na jego cześć jednostkę siły w układzie SI nazwano niutonem (N); mechanika klasyczna (w wersji nierelatywistycznej) bywa nazywana mechaniką Newtona, a płyny dzieli się według właściwości mechanicznych na newtonowskie i nienewtonowskie.
Jedno z największych osiągnięć Newtona to prawo powszechnego ciążenia – czasem nazywane jego nazwiskiem – i zastosowanie go w opisie Układu Słonecznego. Poprawnie przewidział, że te same prawa rządzą ruchem ciał na Ziemi, jak i ruchem ciał niebieskich. Podał matematyczne uzasadnienie dla praw Keplera i rozszerzył je – dowodząc, że orbity (zwłaszcza komet) mogą być nie tylko eliptyczne, ale też hiperboliczne lub paraboliczne. Swój model grawitacji zastosował nie tylko do opisu ciał niebieskich, ale i samej Ziemi – jako pierwszy opisał matematycznie zjawisko pływów morskich i przewidział, że Ziemia jest w przybliżeniu elipsoidą spłaszczoną na biegunach. Analizował też kosmologiczne konsekwencje swojej teorii jak paradoks grawitacyjny. Badania Newtona ukoronowały rewolucję naukową otwartą przez Kopernika i przyczyniły się do powszechnego przyjęcia kopernikańskiego heliocentryzmu. Teoria grawitacji Newtona stała się pierwszą teorią pola, podstawą nowożytnej mechaniki nieba, astrodynamiki i była najdokładniejszym modelem ciążenia aż do czasu ogólnej teorii względności Einsteina. Opus magnum Newtona – Matematyczne zasady filozofii naturalnej (łac. Philosophiae naturalis principia mathematica) uchodzi za jedną z najważniejszych publikacji w dziejach nauki. Newton wyłożył w niej podstawy mechaniki i grawitacji, tworząc spójny system.
W optyce Newton wykonał ważne doświadczenie z dwoma pryzmatami. Udowodnił, że widmo barw obserwowane podczas padania białego światła na pryzmat jest cechą padającego światła, a nie pryzmatu, jak głosił 400 lat wcześniej Roger Bacon. Tym sposobem Newton poprawnie wyjaśnił dyspersję światła i aberrację chromatyczną jako zależność współczynnika załamania od barwy. Odkrycie to pozwoliło później zastosować pryzmat jako spektroskop optyczny. Newton skonstruował też pierwszy teleskop zwierciadlany. Popierał korpuskularną teorię światła – wierzył, że światło składa się z cząstek i bywa uznawany za twórcę tej koncepcji. Zarazem uznawał elementy teorii falowej – spekulował, że cząstkom światła towarzyszą fale wpływające na ich ruch. Swoim błędnym modelem wyjaśniał nie tylko zjawiska z optyki geometrycznej jak odbicie i załamanie, ale jakościowo również dyfrakcję odkrytą przez Grimaldiego. Korpuskularnie próbowano nawet wyjaśniać polaryzację po odkryciu jej przez Malusa, przez co ten model światła dominował do początków XIX wieku, kiedy Young i Fresnel przeforsowali model falowy. Z drugiej strony pogląd Newtona został częściowo wskrzeszony w wieku XX, kiedy Einstein postulował dualizm korpuskularno-falowy światła przez model fotonów. Ponadto Newton jako jeden z pierwszych bronił odkrycia Rømera, że prędkość światła jest ograniczona. W związku z tym Newtonowi przypisuje się współautorstwo emisyjnej (balistycznej) teorii światła – związanej z koncepcją korpuskularną – którą zastąpiły XIX-wieczne teorie eteru światłonośnego, elektrodynamika Maxwella i szczególna teoria względności Einsteina. W fizyce cieplnej – później nazwanej termodynamiką – Newton rozwinął prawo stygnięcia i własną skalę temperatur. Opracował również teorię pochodzenia gwiazd.
Newton to także wybitny matematyk, znany głównie jako pionier analizy. Był współtwórcą rachunku różniczkowego i całkowego; zrobił to niezależnie od Gottfrieda Leibniza i prawdopodobnie przed nim, choć opublikował to później. Podał też szereg dwumianowy, rozszerzając wcześniejsze prace Pascala i innych matematyków. Wykorzystał te dwa osiągnięcia m.in. do obliczania liczby pi (π) nowym, rekordowo szybkim sposobem. Miał też szerszy wkład do metod numerycznych – jest upamiętniony m.in. nazwą metody Newtona znajdowania przybliżonych rozwiązań równań liczbowych oraz jednej z postaci wielomianów służącej do interpolacji. Na pograniczu mechaniki i rachunku wariacyjnego – które można zaliczyć do fizyki matematycznej – rozwiązał problem brachistochrony niezależnie od Johanna Bernoulliego. Zajmował się też geometrią analityczną i algebrą – opisał większość krzywych płaskich trzeciego stopnia, algorytm schodkowania układów równań liniowych oraz pewne tożsamości dotyczące pierwiastków dowolnego wielomianu.
Fizyka Newtona była spleciona z jego filozofią oraz wierzeniami teologicznymi. Bronił m.in. substancjalnej koncepcji przestrzeni i czasu, z którą polemizowali potem Leibniz, Berkeley i Mach. Używał teleologicznego argumentu za Stwórcą, zwanego też argumentem z projektu lub fizyko-teologicznym. Kontynuował mechanicyzm Kartezjusza i to właśnie newtonowska postać tej doktryny najmocniej wpłynęła na przedstawicieli oświecenia, zwłaszcza francuskiego przez działalność Voltaire’a i Laplace’a. Jednocześnie sam Newton był epigonem przedoświeceniowej, nienaukowej ezoteryki jak alchemia czy okultyzm.
Newton był przez lata związany z Uniwersytetem w Cambridge, konkretniej z Trinity College, które ukończył i w którym zasiadał potem na prestiżowej katedrze Lucasa. W późniejszym okresie pracował w królewskiej mennicy w Londynie, najpierw jako jej nadzorca (ang. Warden), a potem jej kurator (ang. Master); był też dwukrotnie parlamentarzystą z okręgu wyborczego Uniwersytetu w Cambridge. Uczony został uhonorowany członkostwem w Towarzystwie Królewskim (ang. Royal Society), stanowiskiem prezesa tego towarzystwa, tytułem szlacheckim Sir, pochówkiem w Opactwie Westminsterskim oraz obszernym nazewnictwem – użyczył nazwy nie tylko licznym terminom fizycznym i matematycznym, ale też m.in. nagrodzie naukowej przyznawanej fizykom przez brytyjskie zrzeszenie Institute of Physics (IOP).

## Życiorys

### Pochodzenie i lata szkolne

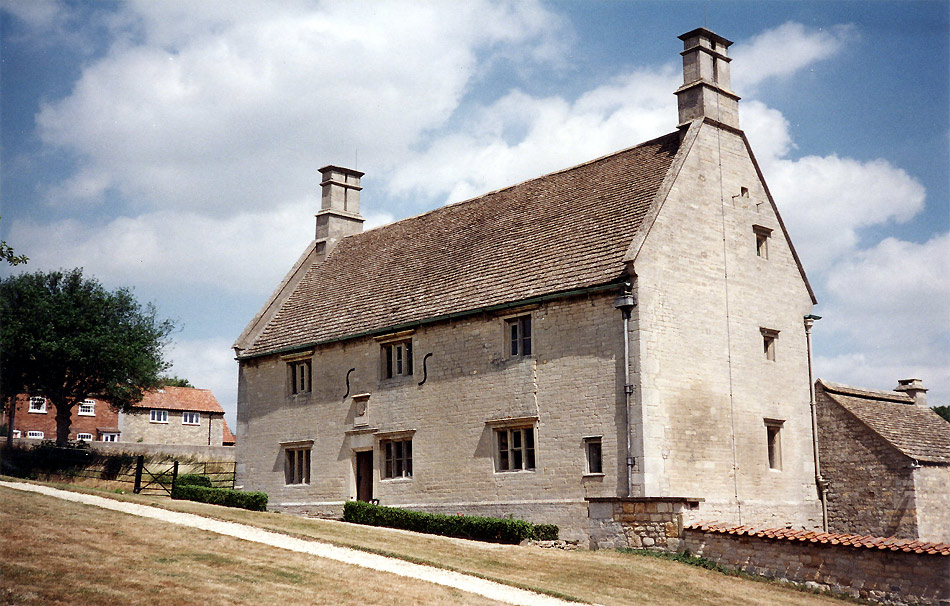
Dom, w którym urodził się Isaac Newton – przysiółek Woolsthorpe-by-Colsterworth, hrabstwo Lincolnshire

Newton urodził się w przysiółku Woolsthorpe koło wsi Colsterworth, w hrabstwie Lincolnshire, trzy miesiące po śmierci swego ojca, również Isaaca. Dwa lata później jego matka Hannah wyszła ponownie za mąż za Barnabasa Smitha i pozostawiła syna pod opieką babki.
Według E.T. Bella (Men of Mathematics, 1937, Simon and Schuster) i H. Evesa:

Newton rozpoczął swoją edukację w szkole wiejskiej, a następnie został posłany do Grantham Grammar School, gdzie szybko został prymusem. W Grantham mieszkał u lokalnego aptekarza i ostatecznie zaręczył się z jego przybraną córką, panną Storey, zanim wyjechał do uniwersytetu w Cambridge w wieku lat 19. Jednak z powodu studiów romans osłabł i panna Storey poślubiła kogoś innego. Newton zachował ciepłe wspomnienie tej miłości, ale później nie miał już żadnej innej ukochanej i nigdy się nie ożenił.

W Grantham Grammar School uczono głównie łaciny, a także w nieco mniejszym stopniu greki i hebrajskiego.

### Studia w Cambridge i początki kariery

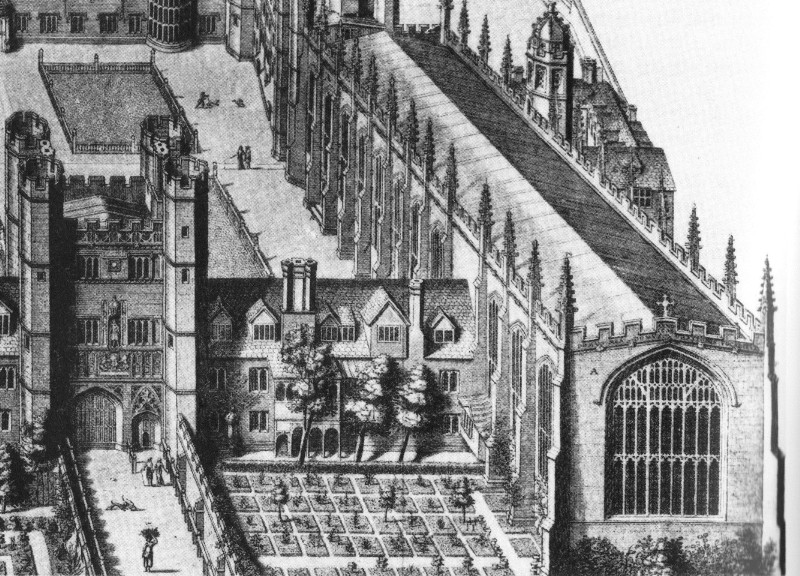
Trinity College w Cambridge z widokiem na pokój Newtona z czasów studenckich

W 1661 roku Newton rozpoczął edukację w Trinity College w Cambridge, gdzie wcześniej studiował jego wuj William Ayscough. W tamtych czasach programy nauczania w College’u oparte były na dziełach Arystotelesa, ale Newton wolał poznawać dzieła współczesnych sobie uczonych, takich jak Kartezjusz, Galileusz, Kopernik i Kepler. W 1665 opisał twierdzenie o dwumianie i rozpoczął pracę nad teorią matematyczną znaną potem jako rachunek różniczkowy i całkowy. Wkrótce po tym, jak uzyskał stopień naukowy w 1665, uniwersytet został zamknięty z powodu wielkiej zarazy, a studenci odesłani do domów. Newton wrócił do Woolsthorpe w sierpniu 1665 i w wiejskim ustroniu spędził z małymi przerwami półtora roku. Pracował wtedy nad rachunkiem różniczkowym i całkowym, a także optyką i grawitacją.
Legenda głosi, że Newton siedział pod jabłonią, gdy spadające na jego głowę jabłko uświadomiło mu, że upadek ciał na Ziemię i ruch ciał niebieskich są powodowane tą samą siłą – grawitacją. Historia ta jest wyolbrzymieniem opowieści samego Newtona, który, rzekomo siedząc pewnego dnia przed oknem w swoim domu, obserwował spadające z drzewa jabłka. Potem uznano jednak, że nawet ta historia jest fałszywa i została wymyślona przez Newtona pod koniec jego życia, aby pokazać, że potrafi czerpać inspirację z codziennych zdarzeń. Pisarz William Stukeley opisał w swoich Memoirs of Sir Isaac Newton’s Life rozmowę z Isaakiem Newtonem w Kensington 15 kwietnia 1726, w której Newton powiedział mu, że:

kiedy pierwszy raz przyszło mu na myśl pojęcie grawitacji, było to przy okazji widoku spadającego jabłka, kiedy siedział w nastroju kontemplacyjnym. Zadał sobie wtedy pytanie, dlaczego jabłko zawsze spada pionowo w kierunku ziemi. Dlaczego nie podąża na boki albo ku górze, ale zawsze w kierunku centrum Ziemi.

W podobny sposób wyraził się Voltaire w swoim dziele zatytułowanym Essay on Epic Poetry (1727).

### Sukcesy matematyczne

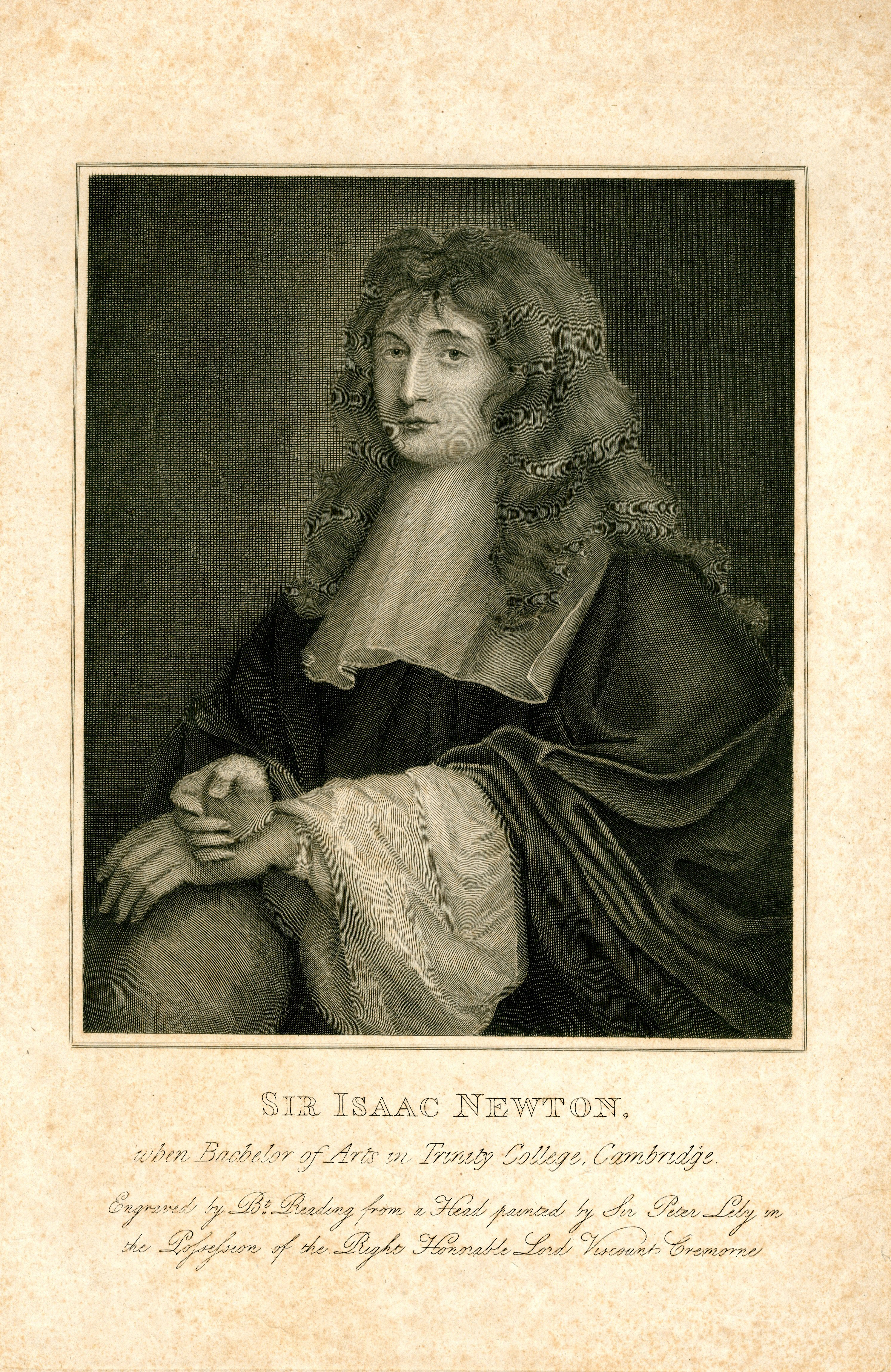
Isaac Newton w wieku 35 lat – Burnet Reading, 1677

Newton został członkiem Trinity College w 1667. W tym samym roku rozpowszechnił swoje odkrycia w De analysi per aequationes numeri terminorum infinitas, a później w De methodis serierum et fluxionum, której tytuł dał nazwę jego metodzie „fluksji”, która dała początek rachunkowi różniczkowemu i całkowemu.
Newton i Leibniz rozwinęli teorię rachunku różniczkowego i całkowego niezależnie i używając różnych notacji. Niekiedy przypisuje się im „wynalezienie” tych gałęzi matematyki, jednak jest to daleko idące uproszczenie. Próba kontynuacji prac matematycznych Galileusza i Keplera przez siedemnastowiecznych uczonych prowadzących między sobą ożywioną korespondencję doprowadziła do sformułowania dwóch zagadnień:
- zagadnienia stycznych polegającego na wyznaczeniu stycznych do danej krzywej; było to podstawą rachunku różniczkowego;
- zagadnienia kwadratury mającego na celu wyznaczenie pola pod daną krzywą; było to podstawą rachunku całkowego.

Zasługą Newtona i Leibniza było wykazanie związku pomiędzy tymi zagadnieniami, ujednolicenie dotychczas stosowanych metod oraz wprowadzenie wygodnej notacji. Pomimo tego, że Newton opracował szczegółowo własną metodę przed Leibnizem, to w anglojęzycznym świecie została ogólnie przyjęta notacja Leibniza i nazwa „metoda różniczkowa” (paradoksalnie w Niemczech notacja Newtona była bardziej popularna). Chociaż Newton należał do największych umysłów swojej epoki, ostatnie dwadzieścia pięć lat swojego życia spędził na gorzkiej dyskusji z Leibnizem, którego oskarżył o plagiat.
29 października 1669 został wybrany profesorem matematyki na katedrze Lucasa (Lucasian Professor of Mathematics) na uniwersytecie w Cambridge.

### Newton i optyka

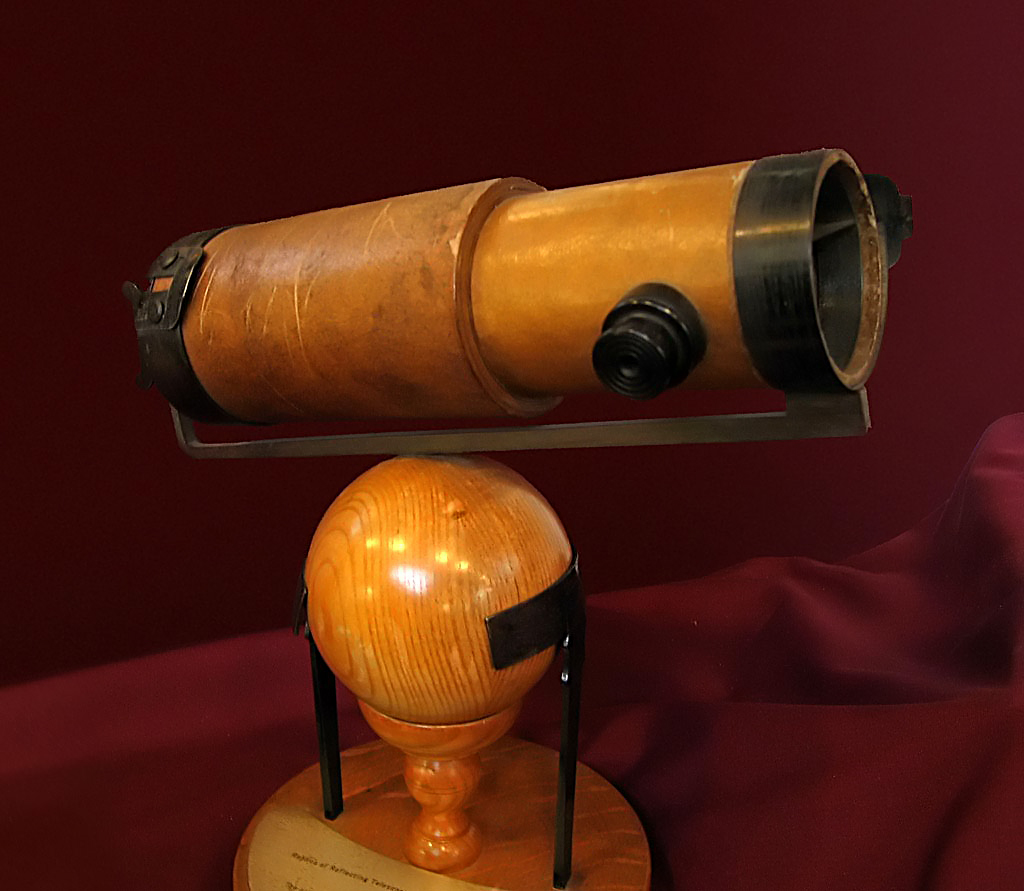
Replika teleskopu Isaaca Newtona

Od 1670 do 1672 wykładał optykę. W tym czasie badał załamanie (refrakcję) światła, pokazując, że pryzmat może rozszczepić białe światło w widmo barw, a potem soczewka i drugi pryzmat powodują uzyskanie białego światła ponownie z kolorowego widma. Na tej podstawie wywnioskował, że każdy refraktor (teleskop soczewkowy) będzie posiadał wadę polegającą na rozszczepieniu światła (aberracja chromatyczna) i aby uniknąć tego problemu zaprojektował własny typ teleskopu, wykorzystujący zwierciadło zamiast soczewki, znany później jako teleskop Newtona (teleskop zwierciadlany). Później, kiedy dostępne stały się szkła o różnych własnościach dyspersyjnych, problem ten rozwiązano, stosując soczewki achromatyczne. W 1671 roku Royal Society poprosiło o demonstrację jego teleskopu zwierciadlanego. Zainteresowanie wynalazkiem zachęciło Newtona do opublikowania notatek pt. On Colour, które później rozwinął w większe dzieło pt. Opticks. Kiedy Robert Hooke skrytykował niektóre z pomysłów Newtona, ten obraził się do tego stopnia, że wycofał się z publicznej debaty. Z powodu paranoi Newtona pozostali wrogami aż do śmierci Hooke’a.
W jednym z listów do Hooke’a z datą 5 lutego 1676 Newton napisał: „Jeśli widzę dalej, to tylko dlatego, że stoję na ramionach olbrzymów”. Jest to parafraza zaczerpnięta z Bernarda z Chartres:

Jesteśmy jak karły, które wspinają się na ramiona gigantów, by widzieć więcej od nich i dalej sięgać wzrokiem, i to nie za sprawą bystrości swojego wzroku, czy wysokości ciała, lecz dzięki temu, że wspinamy się w górę i wznosimy na wysokość gigantów.

Słowa te są przytaczane jako dowód szacunku, jakim Newton darzył osiągnięcia swoich poprzedników.
Newton twierdził, że światło składa się z cząstek. Późniejsi fizycy przychylili się bardziej do falowej natury światła, ponieważ znalazła ona potwierdzenie w eksperymentach (np. słynny eksperyment z dwoma szczelinami Thomasa Younga z 1801 roku). Późniejsza mechanika kwantowa uznaje dualizm korpuskularno-falowy, jakkolwiek fotony mają bardzo mało wspólnego z Newtonowskimi cząstkami światła (np. załamanie tłumaczył Newton tym, że na cząstki światła działa siła pochodząca od materii, działająca tylko w jej sąsiedztwie). Niektórzy uważają jednak, że teoria światła Newtona jest bliska dualistycznej, choć nie identyczna.

### Mechanika i grawitacja
Newton mógł być przekonany o pokrewieństwie między różnymi formami oddziaływania na odległość, takimi jak:
- telepatia – w jego wczesnych notatkach można znaleźć wzmiankę o pracy Josepha Glanvilla dotyczącą tego właśnie tematu;
- leczenie ran na odległość za pomocą obkładania broni odpowiednimi proszkami – autorem tej hipotezy był Kenelm Digby, arystokrata, filozof i członek Royal Society;
- przyciąganie magnetyczne i grawitacją.

John Maynard Keynes, który zdobył większość prac Newtona dotyczących alchemii, głosił, że „Newton nie był pierwszym w epoce rozumu, ale ostatnim z magików”. Zainteresowania Newtona alchemią nie mogą być oddzielane od jego wkładu w naukę , nie było wtedy jasnego rozróżnienia między alchemią a nauką. Jeśli nie wierzyłby w ideę oddziaływania na odległość poprzez próżnię, nigdy nie rozwinąłby teorii grawitacji.
W 1679 Newton powrócił do swojej pracy nad grawitacją i jej wpływem na orbity planet, odwołując się do praw Keplera. Swoje wyniki opublikował w pracy De motu corporum (1684). Obejmowała ona początki praw ruchu, które zostały szerzej omówione w Principiach.
Matematyczne zasady filozofii naturalnej (Philosophiae naturalis principia mathematica, znane też jako po prostu Principia) zostały opublikowane w 1687 roku dzięki zachęcie i finansowemu wsparciu Edmonda Halleya. W dziele tym Newton ogłosił trzy uniwersalne zasady dynamiki, które przetrwały niezmienione aż do czasów Alberta Einsteina. Użył łacińskiego słowa gravitas (ciężar) do nazwania siły, którą później nazwano grawitacją, i zdefiniował prawo powszechnego ciążenia. W tej samej pracy przedstawił pierwsze analityczne wyprowadzenie, oparte na prawie Boyle’a, wzoru na prędkość dźwięku w powietrzu.
Był zwolennikiem teorii atomistycznej oraz skończoności prędkości światła, gdy idee te nie były jeszcze powszechnie akceptowane przez świat nauki.
Principia przyniosły Newtonowi międzynarodową sławę i uznanie. Miał krąg wielbicieli.

### Biblistyka i ezoteryka

Herb Isaaca Newtona

Dużą część ostatnich trzydziestu lat swego życia Newton poświęcił na dogłębne badanie tekstu Pisma Świętego, ze szczególnie drobiazgowymi studiami nad zawartymi tam proroctwami oraz badaniem chronologii świata od czasów najdawniejszych. W latach 90. XVII w. napisał wiele religijnych traktatów, zajmujących się dosłowną interpretacją Biblii. Poglądy Henry’ego More’a o nieskończoności wszechświata i odrzucenie kartezjańskiego dualizmu mogły inspirować religijne idee Newtona. Odrzucił dogmat o Trójcy, jednakże manuskrypt wysłany do Johna Locke’a w 1690, w którym kwestionował jej istnienie, nie został opublikowany za jego życia . Ze względu na swoją wysoką pozycję społeczną i potencjalny sprzeciw czynników kościelnych Newton nigdy publicznie nie głosił tego poglądu.
W roku 1690 Newton przesłał Locke’owi niewielki rękopis zawierający uwagi na temat zniekształceń, jakich dokonano w Nowym Testamencie. Wspominał o Pierwszym Liście Jana 5,7 i Pierwszym Liście do Tymoteusza 3,16. Miał nadzieję, że Locke pomoże mu przetłumaczyć manuskrypt na francuski i opublikować go we Francji, ponieważ wydrukowanie go w Anglii wydawało mu się zbyt niebezpieczne. Dzieło nazywało się An Historical Account of two Notable Corruptions of Scripture. W roku 1692 podjęto próbę anonimowego opublikowania go po łacinie. Usłyszawszy o tym, Newton błagał Locke’a, aby zapobiegł publikacji, sądził bowiem, że nie nadszedł jeszcze odpowiedni na to czas.
Pod koniec życia Newton napisał dwa dzieła poświęcone chronologii:
- The Chronology of Ancient Kingdoms Amended („Poprawiona chronologia starożytnych królestw” 1728);
- Observations Upon the Prophecies of Daniel and the Apocalypse of St. John („Uwagi dotyczące proroctw Daniela i Apokalipsy św. Jana” 1733).

Zostały one opublikowane dopiero po jego śmierci. Wyłożył w nich drobiazgowe wyliczenia dat, które uważał za kluczowe (np. wyprawa argonautów) oraz przekonanie o nieuchronnie zbliżającym się końcu świata. Dzieła te traktowane łącznie mogą być próbą stworzenia dla historii powszechnej ludzkości odpowiednika wyłożonej w Principiach fizycznej historii świata. Newton poświęcał też dużo czasu na alchemię (patrz uwagi powyżej).

### Praca w mennicy królewskiej

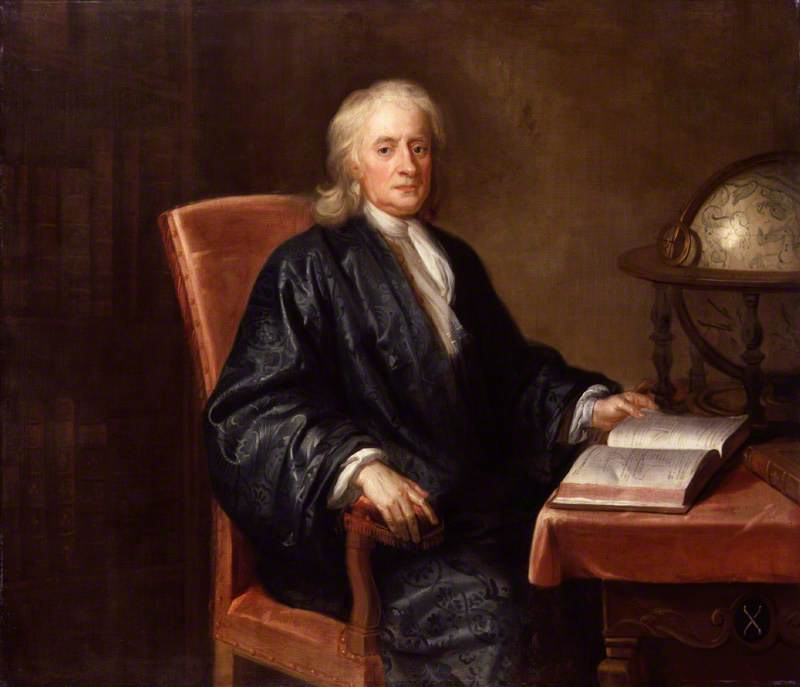
Sir Isaac Newton w wieku dojrzałym – portret z pracowni Enocha Seemana Młodszego, lata 20. XVIII w.

W 1695 roku podjęto decyzję o odnowieniu monety, w związku z czym wysokie funkcje powierzono Locke’owi, Newtonowi i Halleyowi. W 1696 roku Newton przeniósł się do Londynu, aby objąć posadę Nadzorcy (Warden) Mennicy Królewskiej. Stanowisko to uzyskał dzięki patronatowi Charlesa Montagu (znanego też jako lord Halifax), wtedy lorda Skarbu. Edmond Halley został nadzorcą mennicy w Chester.
Swoje obowiązki jako nadzorca Newton sprawował z właściwym sobie poczuciem obowiązku, co doprowadziło m.in. do tego, że uwikłał się w konflikt z Lucasem – komendantem Tower of London, na terenie której znajdowała się Mennica. W czasie sprawowania urzędu Newton osobiście uczestniczył w przesłuchaniach więźniów oskarżonych o fałszowanie i „obcinanie” monet (przestępstwo polegające na zmniejszaniu rozmiarów srebrnych monet). W 1697 za fałszerstwa w samym tylko Londynie w Tyburn wykonano 19 wyroków śmierci.
Po śmierci Lucasa w 1699, Newton został w 1700 Kuratorem (Master) Mennicy Królewskiej i sprawował ów urząd aż do śmierci.

### Późniejsze życie

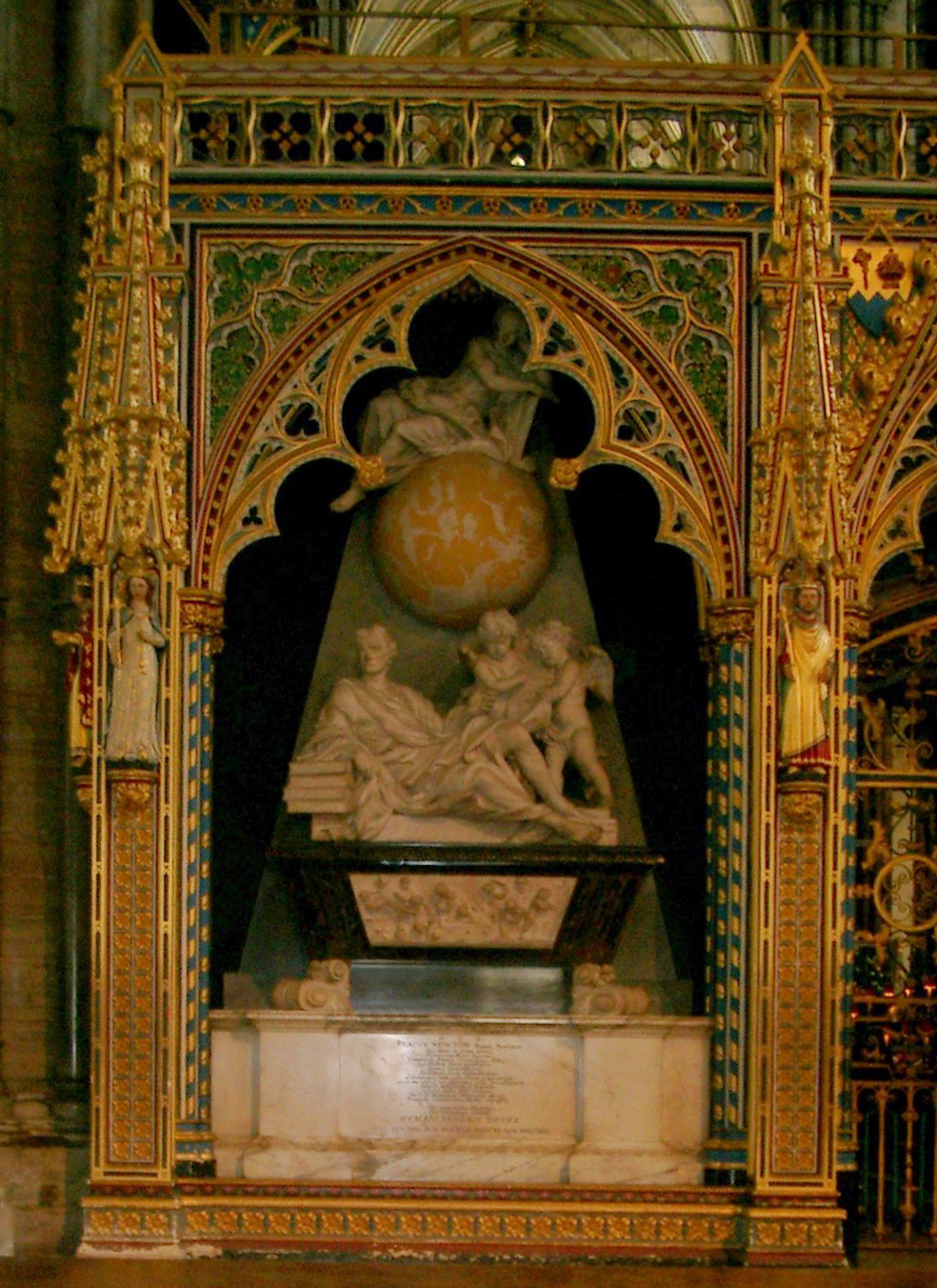
Grób Isaaca Newtona w Opactwie Westminsterskim (ang. Westminster Abbey)

Newton był członkiem Parlamentu w latach 1689–1690 i w 1701, ale jego jedyne udokumentowane wystąpienie dotyczyło zażalenia na zimne powietrze w sali i żądania zamknięcia okna.
W 1701 Newton zrezygnował ze swoich obowiązków w Cambridge. W tym samym roku anonimowo opublikował w Philosophical Transactions of the Royal Society prawo termodynamiki, znane potem jako prawo ostygania.
W 1703 został prezesem Royal Society i zagranicznym członkiem Francuskiej Akademii Nauk. W tym czasie popadł w konflikt z Johnem Flamsteedem, astronomem królewskim, próbując przywłaszczyć sobie jego obserwacje gwiazd, które miały być podstawą nowego katalogu. Newtonowi i Halleyowi udało się wykraść większość danych do nowego katalogu i opublikowali je w 1712 roku. Flamsteed, dowiedziawszy się o tym, wykupił 300 z 400 egzemplarzy i spalił je.
W 1705 roku Newton uzyskał tytuł szlachecki z rąk królowej Anny. Był od tej pory tytułowany sir Isaac.
Razem z Halleyem był jednym z inicjatorów uchwały parlamentu z 1714 roku ogłaszającej konkurs na metodę wyznaczania długości geograficznej na morzu.
Newton nigdy się nie ożenił ani nie miał dzieci. Zmarł w Londynie i został pochowany w Opactwie Westminsterskim (ang. Westminster Abbey). Jego pogrzeb został nazwany przez Voltaire’a jako pełen przepychu oraz godny królów.

## Przekonania i poglądy

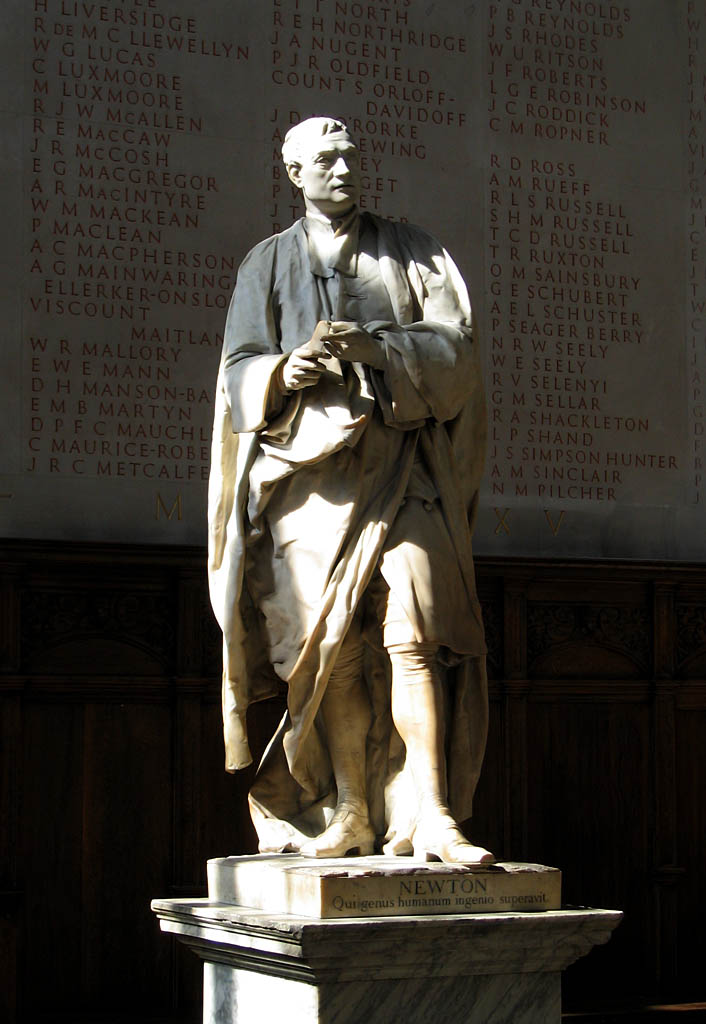
Posąg Newtona w budynku kaplicy Trinity College w Cambridge

### Filozofia nauki
Newton uważał, że przedmiotem nauki są zjawiska, zaś jej celem jest znalezienie związków między nimi, to znaczy praw. Z zakresu nauki wyłączał poszukiwanie transcendentnych przyczyn wywołujących zjawiska. Wedle tego, na przykład badając ciężar, fizyka ma ustalić, jakim prawom on podlega, nie zajmując się jego naturą.
Znany był z maksym:
- „Nie wiem, kim wydaję się dla świata, dla siebie jestem małym chłopcem bawiącym się na plaży, podczas gdy ocean prawdy leży niezbadany przede mną”;
- Hypothesas non fingo – „Hipotez nie tworzę”[16]; interpretowane jako: „Nie snuję domysłów”[c].

Newton rozwijał mechanistyczną interpretację przyrody, wyobrażając sobie ją jako obcą człowiekowi siłę, przypominającą skomplikowaną maszynerię, którą ludzie winni wykorzystywać do swoich celów bez żadnych skrupułów moralnych.

### Religia
Zgodnie z popularnym poglądem Newton jest autorem koncepcji wielkiego zegara Wszechświata, zgodnie z którą Bóg stworzył prawa rządzące światem i od tego momentu przestał w nie ingerować. Wszechświat jest wielkim mechanizmem, działającym na podobieństwo zegara . Współcześnie wskazuje się, że Newton był osobą bardzo religijną i przypisywał Bogu ważną i aktywną rolę we Wszechświecie. Pisał on:
„Grawitacja wyjaśnia ruch planet, ale nie jest w stanie wyjaśnić, kto umieścił planety w ruchu. Bóg rządzi wszystkimi rzeczami i wie wszystko o tym, co może być zrobione”.
Newton poświęcał studiowaniu Biblii więcej czasu niż naukom ścisłym. Napisał: „Jestem przekonany, że Biblia jest Słowem Bożym, napisanym przez tych, których On inspirował. Studiuję ją codziennie” oraz: „Żadna inna nauka nie jest tak potwierdzona, jak nauka Biblii”. Na podstawie Biblii obliczył datę końca świata na rok 2060. O swoich obliczeniach powiedział: „Świat może się skończyć później, ale nie widzę powodu, aby miał się skończyć wcześniej”. Dodał też: „Obliczyłem to nie po to, aby stwierdzić, kiedy nastąpi czas końca świata, ale aby położyć kres pochopnym domysłom ludzi pełnych fantazji, którzy często przepowiadają koniec, a czyniąc to, dyskredytują święte proroctwa tak często, jak często ich przepowiednie zawodzą”.
Newton był potajemnie unitarianinem, tzn. nie wierzył w Trójcę Świętą. Napisał na ten temat wiele prac, jednak wszystkie zostały opublikowane dopiero po jego śmierci.

## Wpływ i ocena Newtona

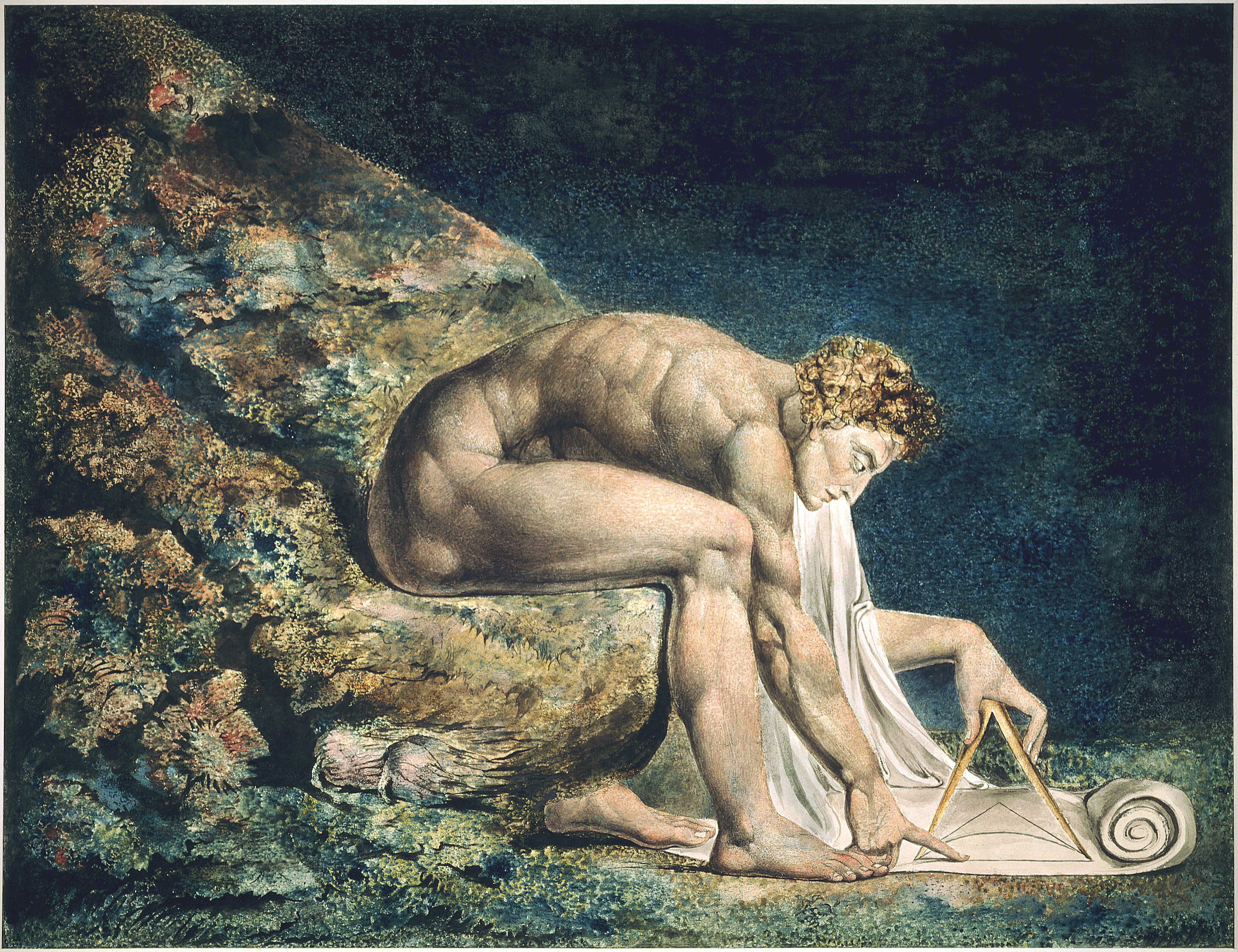
Newton – wizja artystyczna Williama Blake’a, 1795

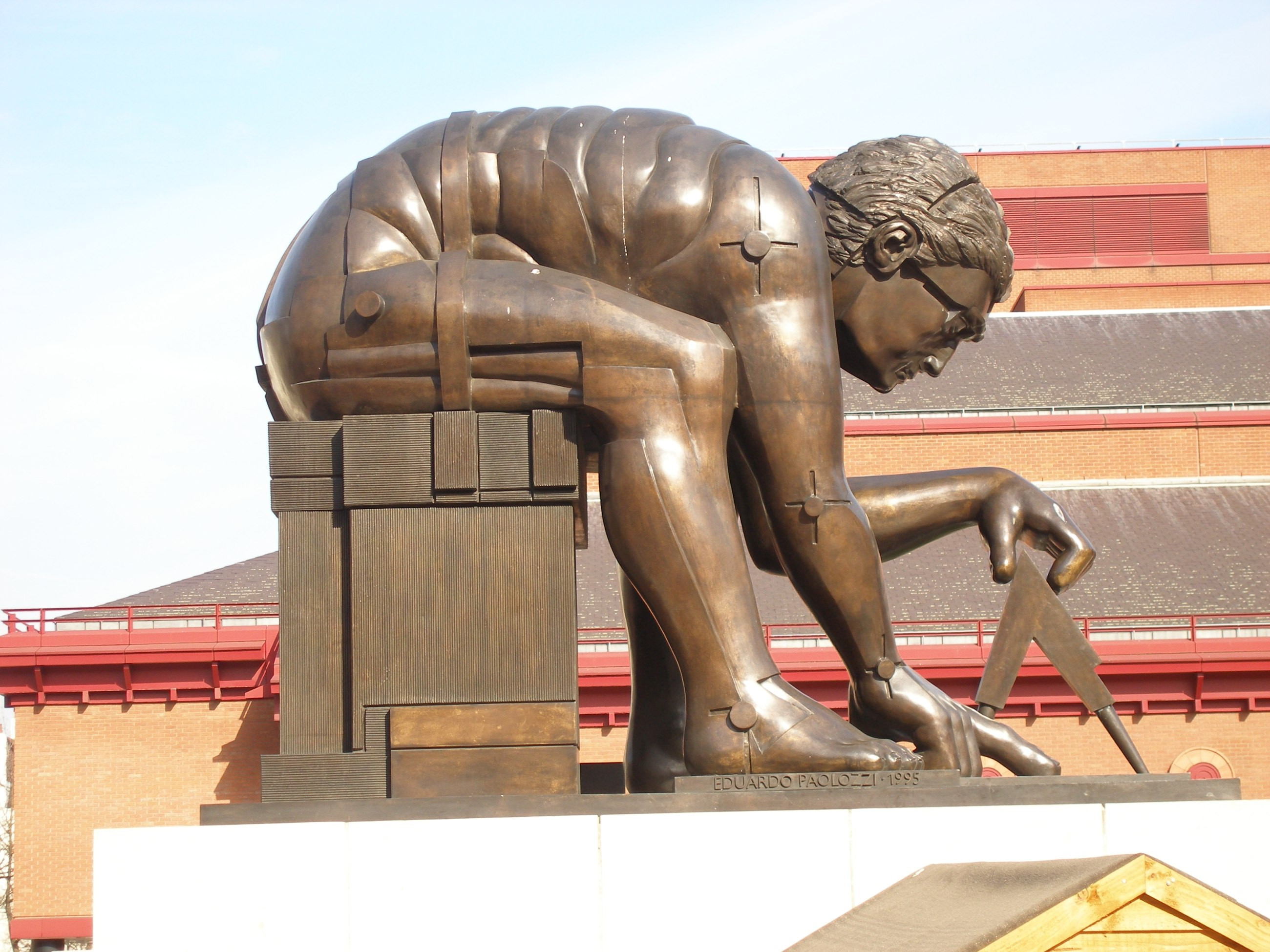
Eduardo Paolozzi, Newton (1995), teren Biblioteki Brytyjskiej w Londynie

Prawa ruchu i powszechnego ciążenia dostarczyły podstaw do przewidywania sytuacji w szerokim obszarze działań zarówno nauki, jak i inżynierii, zwłaszcza do przewidywań ruchu ciał niebieskich. Jego wkład w analizę matematyczną stał się podstawą do tworzenia teorii naukowych. Wreszcie, połączył ze sobą wiele odrębnych faktów z zakresu fizyki, które były odkryte wcześniej, w jeden wspólny zbiór praw. Jego prace stworzyły podwaliny fizyki, w szczególności mechaniki klasycznej, teorii dalej akceptowanej w XXI wieku. Z tych powodów jest uważany za jednego z największych naukowców i jedną z najbardziej wpływowych osób w całej historii nauki.
Z drugiej strony Newton wywołał też kontrowersje i krytykę przez:
- zaangażowanie w ezoterykę,
- konflikty z innymi wybitnymi uczonymi swoich czasów, którzy nie mieli tak dużej siły przebicia – jak Leibniz, Hooke czy Flamsteed.

## Upamiętnienie

### Nazewnictwo

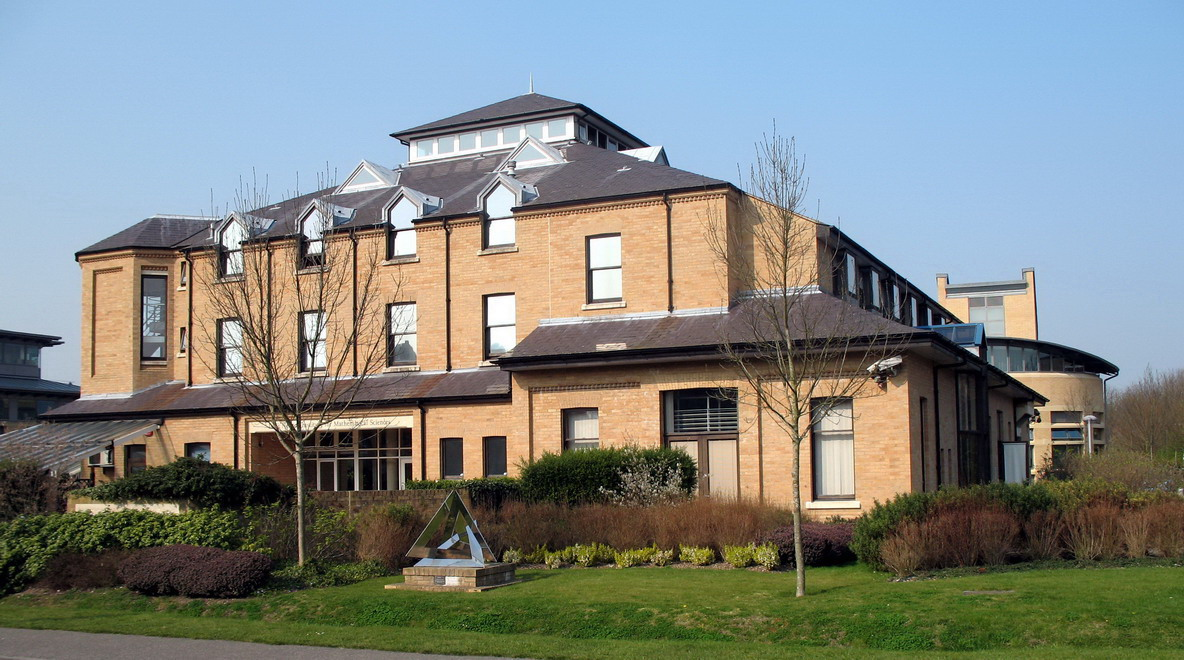
Instytut Isaaca Newtona (INI) – Uniwersytet w Cambridge

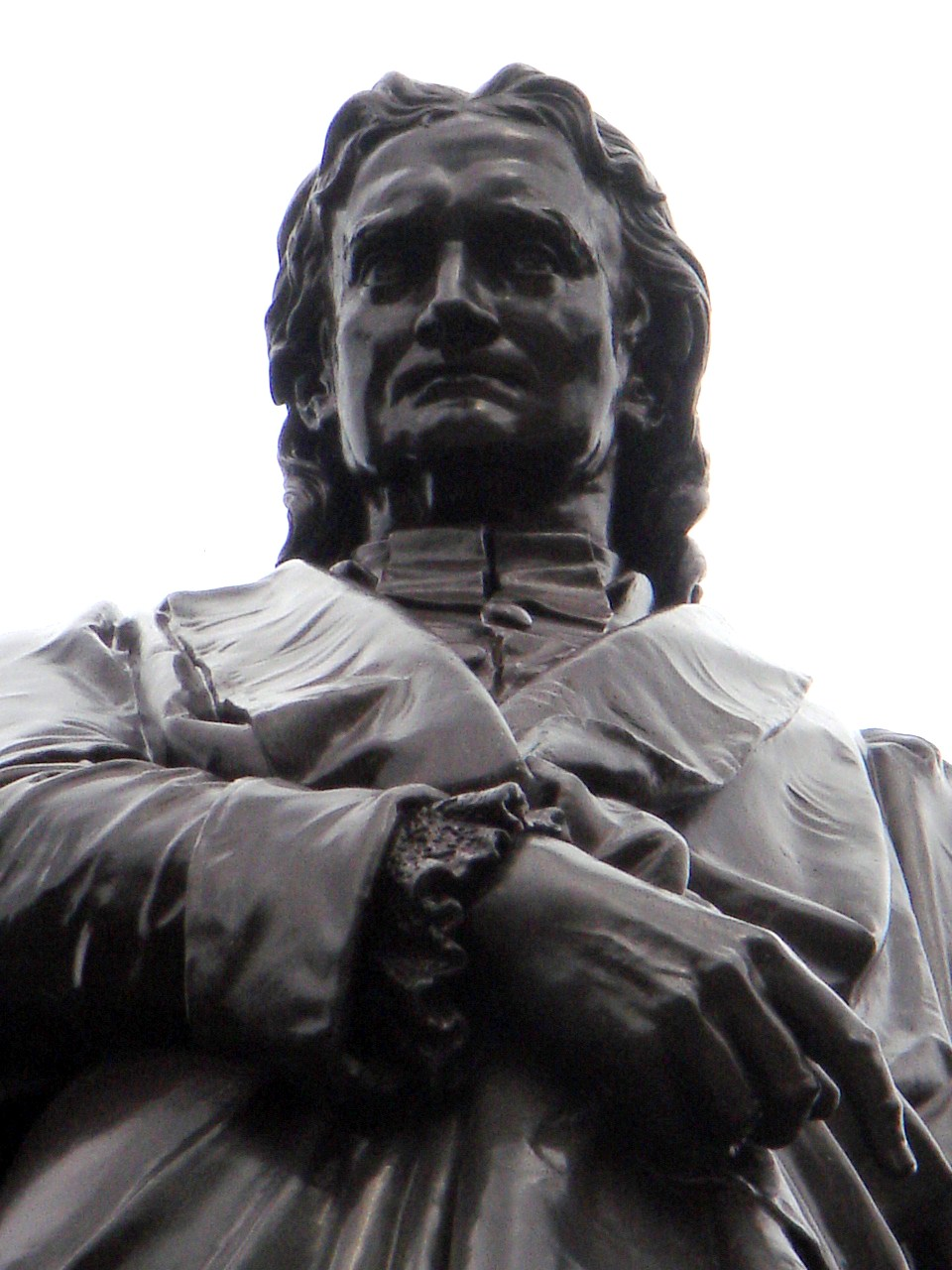
Newton według Williama Theeda, 1858 – Grantham w hrabstwie Lincolnshire

Istnieje wiele terminów naukowych i innych nazw pochodzących od nazwiska uczonego. W matematyce jest to co najmniej kilka nazw dotyczących geometrii, algebry i analizy:
- twierdzenie Newtona-Leibniza w analizie, zwane też wzorem Newtona-Leibniza;
- metoda Newtona w analizie numerycznej;
  - jej wariacją jest metoda Newtona w optymalizacji;
- metoda quasi-Newtona;
- wstęga Newtona zwana też fraktalem Newtona lub basenem Newtona;
- postać Newtona wielomianu;
- symbol Newtona w algebrze i kombinatoryce;
- twierdzenie Newtona w geometrii płaskiej.

W fizyce są to różne terminy z mechaniki, teorii grawitacji, optyki i termodynamiki:
- zasady dynamiki Newtona;
- niuton w międzynarodowym układzie jednostek;
- kołyska Newtona;
- Płyn newtonowski oraz Płyn nienewtonowski;
- hydrodynamiczne prawo Newtona;
- prawo powszechnego ciążenia Newtona;
- tarcza Newtona;
- pierścienie Newtona;
- prawo stygnięcia Newtona;
- skala Newtona temperatur.

Inne nazwy:
- 24 listopada 1961 ulica w Warszawie, na terenie późniejszej dzielnicy Bemowo, zaczęła nosić nazwę ulicy Izaaka Newtona[22];
- W 1973 Międzynarodowa Unia Astronomiczna nazwała jeden z kraterów na Marsie „Newton”[23].
- W 1992 Uniwersytet w Cambridge utworzył Instytut Isaaca Newtona (ang. Isaac Newton Institute, INI) zajmujący się badaniami w matematyce[24].
- W 2008 roku brytyjskie zrzeszenie Institute of Physics (IOP) zaczęło przyznawać fizykom Medal Isaaca Newtona (ang. Isaac Newton Medal).
- Pierre Simon de Laplace bywa nazywany „francuskim Newtonem”.

### Sztuki wizualne

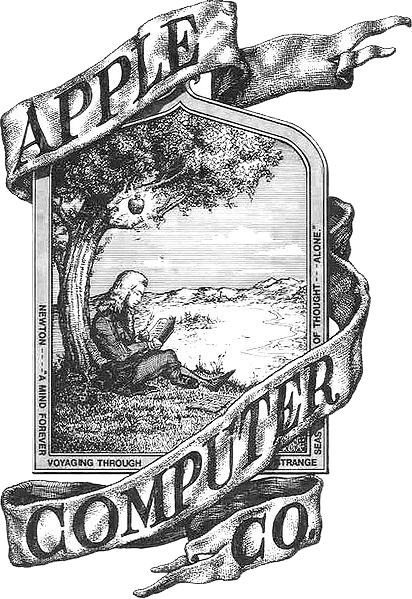
Logo przedsiębiorstwa Apple Inc. z lat 1976–1977, autorstwa Ronalda Wayne’a

- Newton był portretowany za życia co najmniej kilkukrotnie, m.in. przez Godfreya Knellera i pracownię Enocha Seemana Młodszego.
- William Blake w 1795 namalował symboliczny portret pt. Newton.
- Pierwsze logo przedsiębiorstwa Apple Inc., używane krótko w latach 70. XX w., przedstawiało Sir Isaaca Newtona pod drzewem jabłoni. Autorem grafiki jest współzałożyciel Ronald Wayne.
- Eduardo Paolozzi w 1995 przedstawił rzeźbę pt. Newton nawiązującą do obrazu Blake’a sprzed dwustu lat. Umieszczono ją przy Bibliotece Brytyjskiej w Londynie.
- Posągi Newtona znajdują się też m.in.:
  - na jego nagrobku w londyńskim Opactwie Westminsterskim;
  - na placu Leicester Square w Londynie;
  - w siedzibie Królewskiej Akademii Sztuk Pięknych w Londynie (budynek Burlington House);
  - w budynku kaplicy Trinity College w Cambridge;
  - w Muzeum Historii Naturalnej w Oksfordzie;
  - w mieście Grantham, gdzie Newton ukończył szkołę (William Theed, 1858, brąz);
  - w Muzeum Historii Naturalnej w Wiedniu;
  - w siedzibie Węgierskiej Akademii Nauk w Budapeszcie;
  - w Bibliotece Kongresu w Waszyngtonie.

## Publikacje
Opublikowane za życia Newtona:

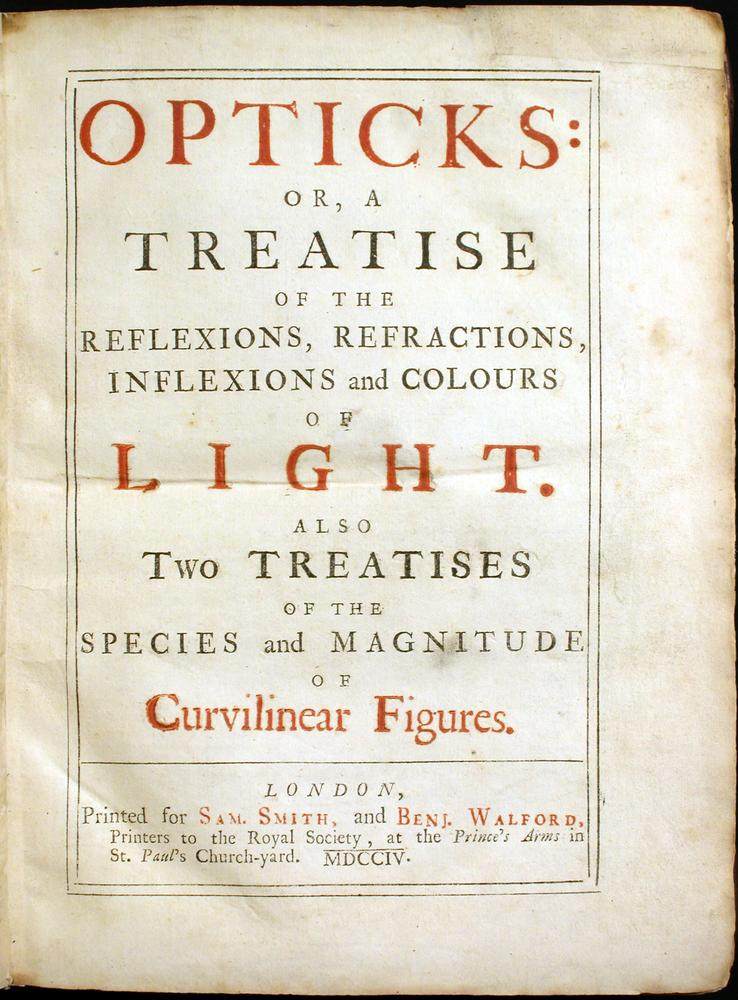
Dzieło Newtona pt. Opticks

- 1671: Method of Fluxions (Metoda fluksji);
- 1684: De motu corporum in gyrum (O ruchu ciał w wirze);
- 1687: Philosophiae naturalis principia mathematica (Matematyczne zasady filozofii naturalnej);
- 1704: Opticks: or, a treatise of the reflexions, refractions, inflections and colours of light (Optyka: inaczej traktat o odbiciach, załamaniach, ugięciach i barwach światła);
- 1707: Arithmetica Universalis (Arytmetyka powszechna; redaktor i wydawca: William Whiston).

Opublikowane pośmiertnie:
- 1728:
  - Short Chronicle (Krótka kronika);
  - The System of the World (System świata);
  - Optical Lectures (Wykłady optyczne);
  - Universal Arithmetic (Arytmetyka powszechna);
  - The Chronology of Ancient Kingdoms, Amended (Chronologia starożytnych królestw, poprawiona);
  - De mundi systemate (O systemie świata);
- 1754: An Historical Account of Two Notable Corruptions of Scripture (Historyczne świadectwo dwóch znacznych zniekształceń Pisma).
- 2015: Pisma różne. Filozofia natury – metafizyka – alchemia, tłum. i wybór: Janusz Sytnik-Czetwertyński, Wydawnictwo Uniwersytetu Kazimierza Wielkiego w Bydgoszczy, ISBN 978-83-8018045-1.

## Prace poświęcone Newtonowi
- 1933: Marian Grotowski, Newton. Tomy 1–3, Poznań: Księgarnia Św. Wojciecha.
- 1963: Frank E. Manuel, Isaac Newton, Historian, Harvard University Press.
- Frank E. Manuel: A Portrait of Isaac Newton. Da Capo Press, 1990, seria: Da Capo Series in Science.
  - Frank E. Manuel: Portret Izaaka Newtona. Warszawa: Prószyński i S-ka, 1998, seria: Na ścieżkach nauki.
- 1993: Michael White, Izaak Newton, tłum. Grażyna Woyda, ISBN 83-0702294-0.
- 1996: Jerzy Kierul, Izaak Newton. Bóg, światło i świat, Wrocław: Quadrivium.
- 2003: James Gleick, Isaac Newton, Knopf.